# 外太空的不明飞行物目击
外太空的不明飞行物目击是指宇航员在太空中所报告的无法解释的不明飞行物目击事件。而这些目击报告被不明飞行物学家宣称为外星人到访地球的直接证据。但仍有一些所谓的目击事件根本就从来没有发生过，比如：科幻小说家奥托·班德编造了阿波罗11号的指挥官尼尔 · 阿姆斯特朗在执行阿波罗任务时目击到不明飞行物的骗局。不明飞行物爱好者认为宇航员的目击报告或美国宇航局发布的照片是对外星人存在的“最有力证据”之一，因为这些物证被认为具有高度的可信度。然而，美国宇航局负责立法事务的助理局长罗伯特·f·奥尔纳特(Robert f. Allnut)在1970年的一封信中称：“经过15年的载人航天飞行、空间站建设和登陆月球，这段历史里没有任何证据表明宇航员有在外层空间目击到不明飞行物，无论是口头的、还是照片的，还是其他什么的，都没有办法证明外星生命和不明飞行物的存在。”
2009年，不明飞行物爱好者在YouTube发布了一则来自美国宇航局的视频，并重申了UFO阴谋论，即政府通过“一些缺乏上下文的理由”来模糊解释不明飞行物目击报告 ，从而隐藏政府与地外生命分享彼此技术知识的互动行为其中一些事件被2014年电视连续剧《我们是孤独的吗?》收录。

## 事件
以下是一些涉及宇航员个人或美国宇航局的目击报告记录：
- 在双子座4号任务中，宇航员詹姆斯·麦克迪维特目击到一个未知物体，他形容这个物体是“拥有白色圆柱形的身体，一个白色的柱子从它的一个角上伸出来。”他随后赶紧拍了两张照片，由于他的搭档爱德华·怀特当时正在睡觉，所以目击不明飞行物的就只有他一人。[5] 詹姆斯·麦克迪维特坚持认为这是一些火箭形成的太空垃圾，而詹姆斯 · 奥伯格则认为这很可能是泰坦II火箭的第二级发射部件。[6]
- 在双子座7号任务的文字记录中，宇航员提到了一个“怪物” ，不明飞行物学家声称这个“怪物”指的就是UFO。[7] 奥伯格根据他对这次任务的轨迹分析，将宇航员关于“怪物”的描述推理为助推器相关的碎片，而不是指某种不明飞行物。[8] 发表这番言论的宇航员弗兰克·博尔曼后来证实，他看到的并不是所谓的UFO，当他提出要上电视节目《未解之谜》澄清时，制片人告诉他，“好吧，我不确定我们是否希望你上这个节目。”[7]
- 在不明飞行物爱好者的圈子里，有传言说尼尔 · 阿姆斯特朗在阿波罗11号飞船上目击了多起不明飞行物事件。[9] 一种解释是，这些目击可能是被火箭发射抛弃的部件形成的太空垃圾造成的，但广为人传播的故事版本被认为是科幻作家奥托·班德散布的谣言。[1]巴兹 · 奥尔德林说，他所谓的目击不明飞行物言论是在2005年一次关于这一事件的采访中被断章取义出来的。[3]
- 2005年在国际空间站正在进行舱外活动时，宇航员焦立中报告称，他看到一群闪烁着灯光的编队，他形容这个编队“排成一条直线”，“几乎像一个倒置的符号”。这一事件在电视连续剧《我们是孤独的吗? 》中被宣传为一个可能的UFO目击事件。焦立中随后确认这些编队灯光来自“数百英里以下”海洋中的渔船。[4]
- 据NASA TV报道，2013年8月，宇航员克里斯托弗·卡西迪看到一架不明飞行物在国际空间站附近的进步52号航天器上飘浮。俄罗斯飞行控制人员很快发现所谓的不明飞行物是星辰号服务舱的天线罩。[10]

## 延伸阅读
- Roach, Franklin E. . Condon, Edward U.  (编). . Regents of the University of Colorado. 1968  [2020-12-29]. （原始内容存档于2020-01-22）.
- Malik, Tariq, , Space.com, August 22, 2013  [2020-12-29], （原始内容存档于2020-11-29）
- Hansen, James R.  1st Simon & Schuster trade paperback. New York, N.Y.: Simon & Schuster. 2012: 426–432. ISBN 9781476727813.
- Oberg, James.  (PDF). Space World. February 1977: 4–28  [2020-12-29]. （原始内容存档 (PDF)于2019-01-03）.
- Oberg, James. . Story, Ronald  (编). . New York: Constable & Robinson. 2012. ISBN 9781780337036.
- Oberg, James. .   [7 May 2014]. （原始内容存档于2014-08-11）. (excerpt from Oberg, James E. . Norfolk, Va.: Donning. 1982. ISBN 9780898651027.)
- Sagan, Carl. . New York: Ballantine Books. 1996. ISBN 9780307801043.